# أويل سبرينغس (أونتاريو)
أويل سبرينغس (بالإنجليزية: Oil Springs, Ontario)‏ هي قرية تقع في كندا في Lambton County. يقدر عدد سكانها بـ 704 نسمة .

## أعلام
- إد سبرينغر